# U-666
| U-666                      | U-666                                                          | U-666                                                          |
| -------------------------- | -------------------------------------------------------------- | -------------------------------------------------------------- |
|                            |                                                                |                                                                |
|                            |                                                                |                                                                |
|                            |                                                                |                                                                |
| Під прапором               | Третій рейх                                                    | Третій рейх                                                    |
| Спуск на воду              | 18 липня 1942 року                                             | 18 липня 1942 року                                             |
| Виведений зі складу флоту  | 10 лютого 1944 року                                            | 10 лютого 1944 року                                            |
| Сучасний статус            | затоплений                                                     | затоплений                                                     |
| Проєкт                     |                                                                |                                                                |
| Тип ПЧ                     | Торпедний ДПЧ                                                  | Торпедний ДПЧ                                                  |
| Основні характеристики     |                                                                |                                                                |
| Швидкість (надводна)       | 17,7 вузлів                                                    | 17,7 вузлів                                                    |
| Швидкість (підводна)       | 7,6 вузлів                                                     | 7,6 вузлів                                                     |
| Робоча глибина занурення   | 100 м                                                          | 100 м                                                          |
| Гранична глибина занурення | 220 м                                                          | 220 м                                                          |
| Екіпаж                     | 44 осіб                                                        | 44 осіб                                                        |
| Розміри                    |                                                                |                                                                |
| Довжина найбільша (по КВЛ) | 67,1 м                                                         | 67,1 м                                                         |
| Ширина корпусу найб.       | 6,2 м                                                          | 6,2 м                                                          |
| Висота                     | 9,6 м                                                          | 9,6 м                                                          |
| Середня осадка (по КВЛ)    | 4,70 м                                                         | 4,70 м                                                         |
| Водотоннажність надводна   | 769 т                                                          | 769 т                                                          |
| Озброєння                  |                                                                |                                                                |
| Артилерія                  | одна палубна гармата калібру 88-мм, одна 20-мм зенітна гармата | одна палубна гармата калібру 88-мм, одна 20-мм зенітна гармата |
| Торпедно- мінне озброєння  | 4 носових і один кормовий ТА. 14 торпед або 26 мін             | 4 носових і один кормовий ТА. 14 торпед або 26 мін             |

U-666 — німецький підводний човен типу VIIC, часів  Другої світової війни.
Замовлення на будівництво човна було віддане 15 серпня 1940 року. Човен був закладений на верфі суднобудівної компанії «Howaldtswerke Hamburg AG» у Гамбурзі 16 вересня 1941 року під заводським номером 815, спущений на воду 18 липня 1942 року, 26 серпня 1942 року увійшов до складу 5-ї флотилії. Також за час служби входив до складу та 6-ї флотилії.
Човен зробив 4 бойові походи, в яких потопив 1 (водотоннажність 1 370 т) військовий корабель та пошкодив 1 (водотоннажність 5 234 брт) судно.
10 лютого 1944 року потоплений у Північній Атлантиці на захід від Ірландії (53°56′ пн. ш. 17°16′ зх. д. / 53.933° пн. ш. 17.267° зх. д.) глибинними бомбами бомбардувальника «Свордфіш» з ескортного авіаносця ВМС Великої Британії «Фенсер». Всі 51 членів екіпажу загинули.

## Командири
- Капітан-лейтенант Герберт Енгель (26 серпня 1942 — 9 грудня 1943)
- Оберлейтенант-цур-зее резерву Ернст Вільберг (10 грудня 1943 — 10 лютого 1944)

## Потоплені та пошкоджені кораблі[3]
| Назва    | Тип           | Належність      | Дата            | Тоннаж (БРТ) | Вантаж  | Статус     | Місце                                                       |
| Carras   | торгове судно | Греція          | 19 березня 1943 | 5 234        | Пшениця | пошкоджено | 55°05′ пн. ш. 24°19′ зх. д. / 55.083° пн. ш. 24.317° зх. д. |
| «Айтчен» | фрегат        | Велика Британія | 23 вересня 1943 | 1 370        |         | потоплений | 53°25′ пн. ш. 39°42′ зх. д. / 53.417° пн. ш. 39.700° зх. д. |